# کیا ئی‌وی۶
کیا ئی‌وی۶ یک کراس اوور جمع و جور برقی تولید شده توسط کیا موتورز است. این خودرو بر روی پلت فرم E-GMP شرکت مادر هیوندای موتور ساخته شده و شبیه هیوندای آیونیک ۵ است. اولین رونمایی جهانی این خودرو در مارس ۲۰۲۱ به صورت غیرحضوری برگزار شد. ئی‌وی۶ اولین خودروی کیا است که از سبک جدید نام‌گذاری کیا بای خودروهای برقی بهره می‌برد. این سبک نام‌گذاری از ئی‌وی۱ تا ئی‌وی۹ را شامل می‌شود. این خودرو به عنوان بهترین خودرو برقی در سال ۲۰۲۳ و بهترین خودرو سال اروپا سال ۲۰۲۲ انتخاب شد.

## بررسی

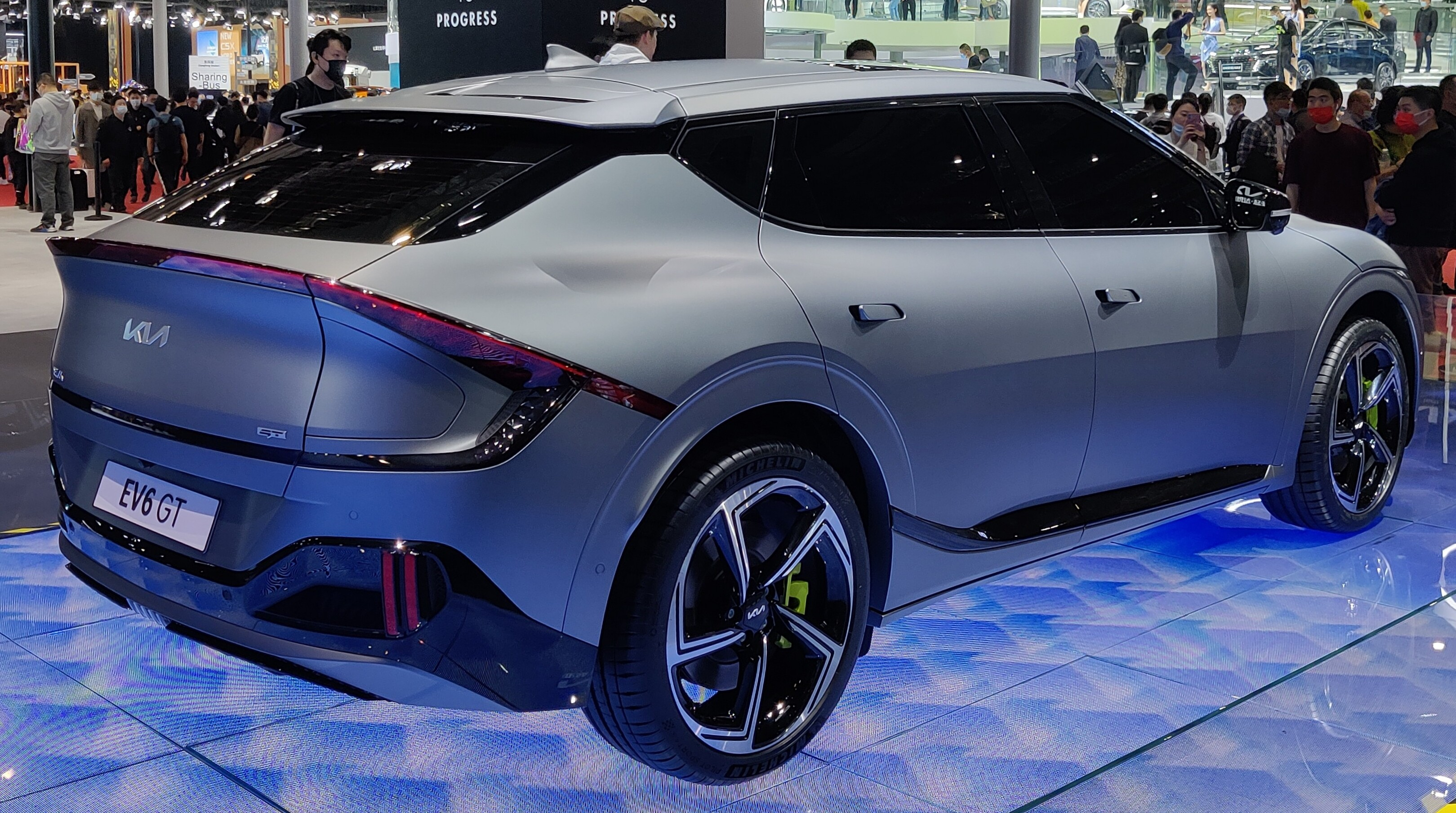
کیا ئی‌وی۶ جی‌تی

پس از رونمایی از طراحی داخلی و خارجی این خودرو در مارس، ۲۰۲۱، خودرو در ۳۰ مارس همان سال به بازار عرضه شد. این خودرو اولین خودروی الکتریکی مبتنی بر پلت فرم مدولار الکتریکی-جهانی (E-GMP) است. از ویژگی‌های اصلی این خودرو می‌توان به شتاب سریع با زمان صفر تا صد ۳٫۵ ثانیه ای، قابلیت شارژ سریع ۸۰۰ ولت و عملکرد بارگیری خودرو اشاره کرد.

### ویژگی‌های ایمنی
کیا ئی‌وی۶ دارای نمایشگر واقعیت افزوده است.
از فناوری‌های ایمنی موجود در این خودرو می‌توان به رادار خطی، کنترل پیمایش سازگار، کروز کنترل اتوماتیک تطبیقی نیمه مستقل رادار تغییر لاین اتوماتیک، سیستم جلوگیری از برخورد و سامانه پارک خودکار خودرو اشاره کرد.

## مشخصات فنی
| باتری             | چیدمان | قدرت         | گشتاور      | شارژ سریع         |
| ----------------- | ------ | ------------ | ----------- | ----------------- |
| ۵۸ کیلووات ساعت   | 2WD    | ۱۲۵ کیلو وات | 350 N · متر | ۴۰۰ ولت / ۸۰۰ ولت |
| ۵۸ کیلووات ساعت   | 4WD    | ۱۷۳ کیلووات  | 605 N · متر | ۴۰۰ ولت / ۸۰۰ ولت |
| ۷۷٫۴ کیلووات ساعت | 2WD    | ۱۶۸ کیلووات  | 350 N · متر | ۴۰۰ ولت / ۸۰۰ ولت |
| ۷۷٫۴ کیلووات ساعت | 4WD    | ۲۳۹ کیلووات  | 605 N · متر | ۴۰۰ ولت / ۸۰۰ ولت |

## جوایز
- «بهترین‌ها» در جوایز طراحی رد دوت ۲۰۲۲
- خودروی سال اروپا ۲۰۲۲
- خودروی سال ایرلند ۲۰۲۲
- چه ماشینی؟ ماشین سال ۲۰۲۲
- برنده "ممتاز" در جوایز خودروی سال ۲۰۲۲ آلمان
- «کراس اوور سال» در جوایز تخت گاز ۲۰۲۱
- برنده مشترک جوایز افتتاحیه بهترین خودروهای سال ۲۰۲۲
- جایزه بهترین کراس‌اور سال آمریکا ۲۰۲۲
- گواهی ردپای کربن محصول از کربون تراست انگلستان ۲۰۲۳
- جایزه ملی و برنده جوایز اتومبیل سبز هند ۲۰۲۳
- خودروی سال آمریکای شمالی ۲۰۲۳
- بهترین خودرو به انتخاب راننده سال ۲۰۲۳ موتور ویک
- جایزه بهترین کابین واردز  ۲۰۲۳
- بهترین خودرو جهان با عملکرد ممتاز ۲۰۲۳